# 罗宾·威廉姆斯 (学者)
罗宾·威廉姆斯（英語：Robin Williams，1952年—）是一名英國社会科學家，现任英国爱丁堡大学科学技术与创新研究方向教授以及科学技术与创新研究所主任，是“科技的社會形塑”（Social Shaping of Technology，SST）理论创始人和爱丁堡学派代表人之一。罗宾是一位在科学与技术研究领域中著名的跨学科学者，通过研究社会与科技因素在科学的设计与实施中的相互影响对“科学的社会形塑”研究做出巨大贡献。

## 学术生涯
羅賓於1980年在阿斯顿大学（Aston University）获得博士学位后，罗宾留任于阿斯顿大学的科技政策研究组从事了6年的研究工作。 1986年，罗宾加入爱丁堡大学社会科学研究中心（Research Centre for Social Sciences ，RCSS）并担任英国经济与社会研究委员会资助的信息与通信科技研究项目（Programme on Information and Communications Technologies，PICT）——爱丁堡中心的负责人（1986-1995)。在此期间，罗宾与PICT中心的研究人员发表了一系列有关于社会，经济和政治领域中科学的设计与实施的研究论文。作为十年研究成果的总结， 罗宾和同事共同发表了在“科技的社會形塑”领域被广泛认可的文章。并于1997年成为爱丁堡大学社会科学研究中心的主任。
2001年，罗宾创立了科学技术与创新研究中心（Institute for the Study of Science, Technology and Innovation，ISSTI），该中心吸引了大批来自爱丁堡大学在社会与政策研究领域中从事科学技术和创新研究的科研人员和教学人员。 他同时担任苏格兰大学政策研究与建议网络（Scottish Universities Policy Research and Advice Network，SUPRA）主任以及英国经济与社会研究委员会资助的基因创新社会与经济研究中心（ESRC Centre for Social and Economic Research on Innovation in Genomics，ESRC Innogen）主任。
罗宾与英国，欧洲以及亚洲的研究中心和研究所建立了广泛的学术联系，主持并参与了各类的社会活动：担任英国创新科学与技术协会（AsSiST）主席，“科技的社会形塑” COST A4 欧盟合作研究的英国代表以及中国-欧盟信息科技标准研究项目（2008-2010）协调人。

## 发表著作
- Software and Organisations: The Biography of the Enterprise-Wide System - Or how SAP Conquered the World (2009), Routledge, with Neil Pollock
- Social Learning in Multimedia (2005), Edward Elgar, with Stewart and Slack.
- Policies for Cleaner Technology: A New Agenda for Government and Industry (1999), Earthscan, with Clayton and Spinardi.
- The Social Shaping of Information Superhighways: European and American Roads to the Information Society (1997), Campus Verlag, co-edited with Kubicek and Dutton.
- Expertise and innovation: Information technology strategies in the financial services sector (1994), Clarendon Press, Oxford, with Fincham, Fleck, Proctor, Scarbrough and Tierney.